# Alain Saint-Ogan
 (mai 2019).
Pour les articles homonymes, voir Ogan.
Alain Saint-Ogan, né le 7 août 1895 à Colombes et mort le 21 juin 1974 à Paris 14e, est un auteur de bande dessinée et illustrateur français.
Connu pour avoir créé la série de bande dessinée humoristique Zig et Puce en 1925, Saint-Ogan a été l'un des principaux inspirateurs du Belge Hergé, créateur de Tintin.

## Biographie: jeunesse et carrière

### Une vie d'artiste

#### Enfance
Alain Marie Joseph Paul Louis Fernand Lefebvre Saint-Ogan naît le 7 août 1895 à Colombes (ancien département de la Seine) de Joseph Lefebvre Saint-Ogan, écrivain et journaliste de 44 ans, et Louise Venaty, femme au foyer de 28 ans. Issu d’une famille plutôt aisée, Saint-Ogan déménage rapidement à Passy, dans le 16e arrondissement de Paris. En 1906, il rejoint au Caire son père, qui y est nommé rédacteur en chef du périodique l’Etendard égyptien. Sous l’influence de son père, Alain développe une véritable passion pour le monde de la presse ; le jeune Saint-Ogan passe le plus clair son temps à « chasser les autographes » ou à organiser des jeux concours avec ses petites camarades. Cet engouement se traduit par la création, dès l’âge de douze ans, d’une revue bimensuelle, Le Journal des Deux Mondes ; le journal compte plus de deux mille abonnés dont le président de la République Armand Fallières et l’actrice Sarah Bernhardt et Saint-Ogan est célébré comme « le plus jeune rédacteur en chef du monde », par le quotidien britannique Daily Chronicle. Parallèlement, le jeune Saint-Ogan se découvre un talent d’illustrateur humoristique : son premier dessin parait en 1913 dans le quotidien Le Matin dans lequel il publie régulièrement des articles.

#### Jeunesse et formation pendant la Première Guerre mondiale
Fort de son goût pour la presse et le dessin, il débute en 1914 un cursus à l’École nationale des arts décoratifs de Paris mais celui-ci tourne court : en effet, Saint-Ogan est mobilisé en 1916 pour aller combattre dans les Balkans. Cependant, Saint-Ogan profite des opportunités qu’offre la Première Guerre mondiale aux dessinateurs de presse. En effet, les journaux de l'époque assurent une propagande contre l’ennemi allemand et sont avides de dessins satiriques « anti-boches ».
Son succès lui fait ensuite intégrer le Tout-Paris des Années folles : Saint-Ogan est de toutes les manifestations mondaines.

### Les premiers pas dans la bande dessinée

#### La Société des dessinateurs humoristiques
Au lendemain de la guerre, Saint-Ogan fait partie de la Société des dessinateurs humoristiques, créée en 1904 par Charles Léandre et Louis Morin, qui organise annuellement un Salon des humoristes. L'artiste y acquiert une grande visibilité et surtout un réseau composé d’illustres personnalités de la bande dessinée comme Jean-Louis Forain ou encore Francisque Poulbot.

#### Un nouveau contexte de publication
Avant la Première Guerre mondiale, les débouchés principaux des dessinateurs humoristes étaient encore les nombreuses revues satiriques, Saint-Ogan est donc l’un des représentants du changement de contexte de publication de la bande dessinée puisque c’est dans la grande presse quotidienne qu’il y fait ses premiers pas, notamment dans l’hebdomadaire Le Dimanche illustré et dans le quotidien L'Intransigeant. En effet, dans l’entre-deux guerres, la bande dessinée connait un premier essor et devient un objet de consommation de masse, ce qui induit des phénomènes comme celui du réemploi de dessins d’un journal à l’autre, tandis que la place du dessinateur au sein de la rédaction d’un journal tend à s’institutionnaliser, tout en restant précaire.

#### Ligne éditoriale
Malgré la teneur nouvelle que prend la bande dessinée au lendemain de la Première Guerre mondiale — caractérisée par l'émergence d'une jeune génération de dessinateurs — Saint-Ogan conserve une ligne éditoriale assez traditionnelle, d’« amuseur de société », notamment en privilégiant un comique de situation et des dialogues humoristiques. Néanmoins, il se démarque de ses aînés par le trait de ses dessins plus minimalistes et sans modelage, proches du style Art déco,,.

### Un «père» de la bande dessinée

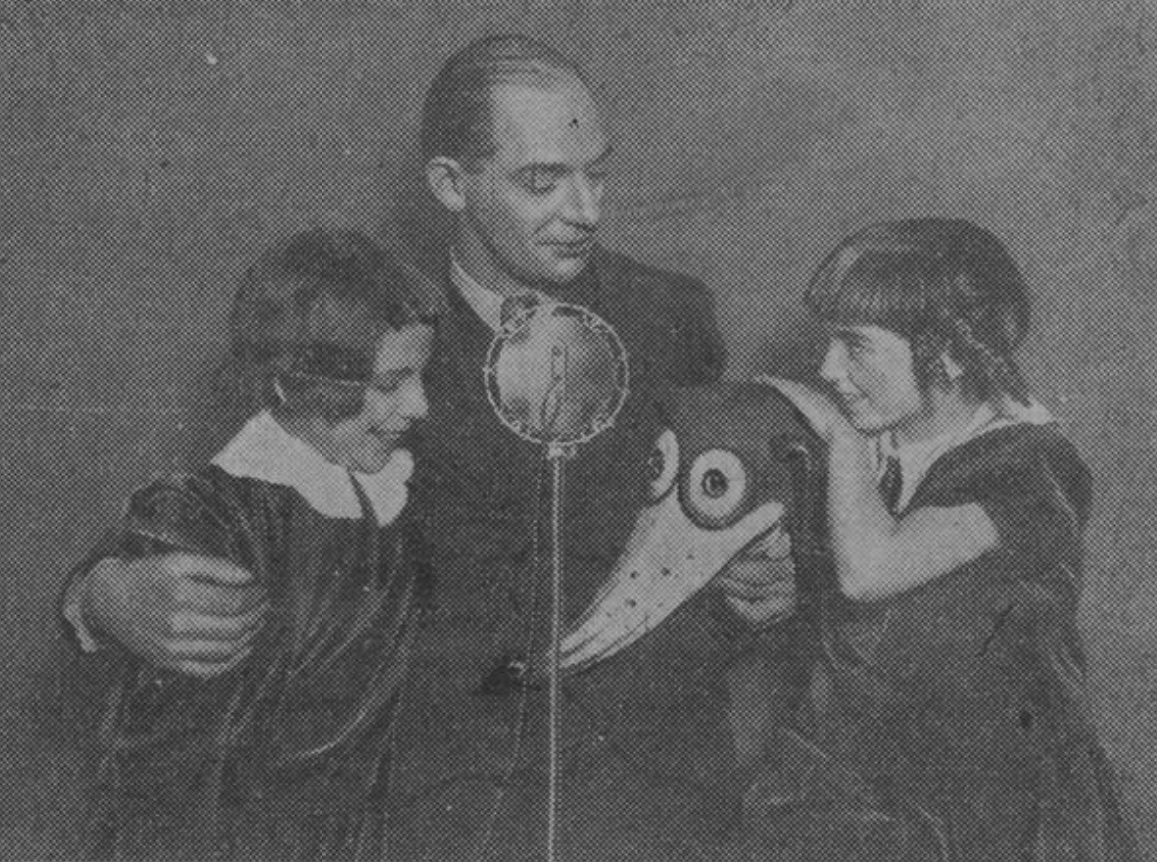
Alain Saint-Ogan dans Paris-Soir du 7 novembre 1935.

#### La place de Saint-Ogan dans la bande dessinée
Saint-Ogan est le premier auteur français à rompre avec le système archaïque de la bande dessinée, en utilisant les processus de la bande dessinée américaine tels que la séquentialité des images, la récurrence des personnages d'une séquence à l'autre et surtout l'emploi systématique du phylactère.

#### Le dessin pour enfant
Dans les années 1920-1930, Saint-Ogan se dédie presque exclusivement à la bande dessinée enfantine.
En effet, il fait partie des réseaux multimédias qui visent à rassembler divers types de créateurs pour divertir les enfants, comme Pierre Humble, directeur du Théâtre du petit monde ou encore Jean Nohain rédacteur en chef du journal Benjamin. Il y utilise l'humour qu'il adapte à son jeune public, utilise par exemple le merveilleux, genre littéraire très présent dans la tradition enfantine, comme dans Les aventures de Mitou, Toti et Serpentin qui assistent à un défilé de personnages de contes de fées, issus des répertoires de Perrault, lors de leur excursion au « pays de l'imagination ».

#### Un public intergénérationnel
Durant la Seconde Guerre mondiale, avec l’implication accrue du gouvernements de Vichy en faveur de la surveillance et de la moralisation des loisirs de l’enfant, Saint-Ogan se replie vers des considérations plus idéologiques, et des cercles plus institutionnels : État, ministère, syndicats, commissions officielles.
Il devient un chroniqueur régulier de Radio-Paris et de Radio-Luxembourg. Parallèlement, il devient rédacteur en chef du journal pour enfants Benjamin et y publie notamment sa série Trac et Boum. Saint-Ogan utilise l'humour comme passerelle entre ses deux publics.
En 1947, Saint-Ogan intègre l'équipe du Parisien libéré. Il produira des dessins de presse jusqu'en 1960.
Saint-Ogan créé également des personnages éphémères utilisés pour les annonces publicitaires, on connait par exemple l'ours Prosper publié dans Le Matin, qui est ensuite devenu un produit dérivé, un jouet pour enfant.

## L'œuvre:Zig et puce

### Les personnages

Zig et Puce.

Saint-Ogan intègre le monde de la culture enfantine par la presse : Zig et Puce, sa principale série, la plus célèbre et la plus durable, est lancée en mai 1925 dans l’hebdomadaire familial Le Dimanche illustré dont Saint-Ogan est, depuis les premiers numéros en 1923, un collaborateur fidèle.
Les personnages principaux sont Zig et Puce et l'histoire suit, à travers gags et aventures, leurs péripéties pour se rendre dans une Amérique idéalisée attirant les audacieux en soif de richesse.
En France, d'autres personnages sont commercialement présents en dehors du secteur de la presse, notamment avec le pingouin Alfred utilisé par la publicité et comme mascotte.
Avec ce pingouin ramené du Pôle Nord, les deux gamins voyageurs émerveillés créés par Saint-Ogan rencontrent des personnages pittoresques et connaissent auprès du public enfantin des années 1920 et 30, qui rêvait d'évasion et de rire, un formidable succès d'imagination.
Les aventures des personnages s’intègrent dans des univers variés issus aussi de la tradition du merveilleux et de mondes inventés.  Dans le Zig et Puce au XXIe siècle de 1935, Saint-Ogan place par exemple ces personnages dans un univers futuriste et urbain où ces personnages se déplacent même en voitures volantes. Zig et Puce visitent aussi d'autres pays comme l’Éthiopie en 1952. Les personnages croisent aussi des êtres féeriques comme l'ogre du Petit Poucet de Charles Perrault, notamment dans Caddy-Caddy où ils voyagent au pays des nains puis au pays des géants. Les univers sont donc variés et agrémentent la narration, la constituent et laissent place à l'imagination des enfants.

### Inspiration
Zig et Puce ont fait de Saint-Ogan l'un des auteurs classiques du répertoire de la littérature enfantine. L'auteur s’intègre alors dans une continuité avec le merveilleux et d'illustration de conte.
Saint-Ogan construit finalement un merveilleux syncrétique susceptible d'accueillir et de fusionner toute sorte de références, même habituellement antagonistes. Cette théorie se trouve confirmée par la définition qu'il donne du merveilleux dans son livre de mémoires, Je me souviens de Zig et Puce (1962) : p. 204 : « Le ballet de billes et de boules se mouvant dans l'espace, auquel nous assistons dans le ciel avec les planètes et leur satellite, et, dans l'atome, avec les protons, les neutrons et les électrons, n'est-il pas dans le domaine des récits féériques ? »[réf. souhaitée].
La culture enfantine lui permet donc de diversifier considérablement ses supports de diffusion et d’acquérir une notoriété que le dessin de presse n’aurait pas forcément pu lui offrir. Les séries qu’il crée pour la presse sont reprises en albums, selon un système éditorial encore hésitant qui se consolide après la Seconde Guerre mondiale. Dans les années 1930, la librairie Hachette joue un rôle majeur dans la publication d’albums d’histoires en images pour les enfants : elle est le principal éditeur de Saint-Ogan. La diversification des supports se voit aussi dans l’amplification du succès des héros de Saint-Ogan au sein d’une culture enfantine rapprochant différents médias. Zig et Puce, Mitou, Toti et l’ours Prosper deviennent des héros rassembleurs et rémunérateurs pour l’industrie du disque et du jouet, pour la radio, au théâtre, et dans de nombreuses « fêtes de l’enfance ».
Alain Saint-Ogan se lie durant les années 1930 au journal pour enfants Benjamin, dont Jaboune (Jean Nohain) est rédacteur en chef. Il est régulièrement sollicité lors d’événements qu’organise le journal pour ses jeunes lecteurs, des « fêtes de l’enfance » où les héros de Saint-Ogan sont mis en scène. En avril 1932, Benjamin organise un gala de la jeunesse au Cirque d’Hiver sur le modèle des galas de charité d’adultes. Saint-Ogan y rentre sur la piste dans un grand défilé des « 12 pingouins Alfred » devant les yeux ébahis des enfants. Plus qu'un homme de presse et dessinateur, Saint-Ogan est aussi un homme du spectacle[réf. souhaitée].

### Traitement et méthodes artistiques
Des auteurs attribuent à Saint-Ogan la paternité du phylactère. Dans la ligne Hergé de la bande dessinée, l'auteur des aventures de Tintin reste influencé par le travail de Saint-Ogan mais c'est surtout l'influence américaine grandissante qui pousse à l'innovation. L'Amérique, destination rêvée de Zig et Puce, donc Saint-Ogan était considéré en France comme l'introducteur de la « véritable bande dessinée », américaine[pas clair]. Saint-Ogan avait une « bédéphilie » nostalgique encore obsédée par le tropisme américain comme mythe fondateur du média et d'un âge d'or révolu mais il reste le dessinateur profondément français, voire violemment anti-américain. Lors des débats de l'immédiat après-guerre sur la « démoralisation » de la jeunesse, Saint-Ogan souligne : « ce qui est nuisible, c'est l'absurdité des récits, l'immoralité des sujets, l'illogisme et l'absence de mesure. […] Tributaires de certaines agences de reproduction étrangères (dont les originaux ne sont pas publiés dans les journaux pour enfants, mais pour des journaux d'adultes) [les éditeurs] mettent à leur manière « du sang à la une ». Cette dernière expression exprime le goût des illustrateurs et de la presse pour les faits divers et le sensationnel. La mise en page ou le récit complet et descriptif amène le lecteur de tout âge à vivre l’événement relaté. Les critiques ramènent ces méthodes à une forme de voyeurisme.
Saint-Ogan occupe une position clef, entre une technique graphique intégrée plus largement au sein du dessin de presse (conception issue du XIXe siècle) et l’autonomisation d’un média, en grande partie soutenue par son développement dans le domaine de la culture enfantine sous la forme d’histoires en images, diffusées par la presse pour enfants et sous la forme d’albums. En plus de permettre au dessinateur de travailler sur des espaces bien plus grands, idéaux pour expérimenter des techniques de narration à plus grande échelle, la culture enfantine lui offre des thèmes nouveaux tirés de la tradition littéraire de l’enfance (contes, fantastique). Outre son rôle dans la diffusion de la bulle, dont il partage amplement la responsabilité avec le journal Le Dimanche illustré qui publie Zig et Puce, Saint-Ogan travaille à la mise en place de nombreuses passerelles dans le monde de la bande dessinée. Il participe à des hebdomadaires familiaux et mêle, dans ses séries, des traditions comiques différentes. Ses apparitions radiophoniques sont appréciés par le public.

## Alain Saint-Ogan et la radio
Alain Saint-Ogan participe à des émissions radiophoniques pour la jeunesse dès 1927, dans lesquelles il présente ses personnages de Zig et Puce (par exemple : La dernière histoire du pingouin Alfred contée par son père Alain Saint-Ogan). À partir de 1933, alors qu’il est rédacteur en chef de Cadet-Revue, publication bimensuelle qu'il a créée, co-financée par la marque Ovomaltine, il anime des jeux radiophoniques utilisant ses personnages de Serpentin, Mitou et Toti dans une émission pour enfants sponsorisée par la marque, diffusée sur Radio-Paris et Radio-Luxembourg. Par la suite, entre 1942 et 1944, il participe à l’émission pour la jeunesse Quinze Ans animée par André Reval, diffusée sur Radio-Paris. En 1950, Arno-Charles Brun, directeur de la Radiodiffusion française, lui offre d’animer à la suite de Maurice Pauliac, conjointement avec Arlette Peters, l’émission enfantine hebdomadaire Les Beaux Jeudis diffusée sur Paris Inter. Egalement producteur, Alain Saint-Ogan anime cette émission, qui ne concerne ni ses personnages ni la bande dessinée, chaque semaine jusqu’en 1957, date à partir de laquelle il collabore à l’émission C'est Jeudi de Maurice Pauliac, dans laquelle il réalise des adaptations de Zig et Puce et Monsieur Poche. À la même époque, le directeur des fromageries Bel lui propose de créer des feuilletons radiophoniques autour du produit phare de la marque, La vache qui rit. Alain Saint-Ogan réalise ainsi, avec la collaboration de René Blanckemann, deux feuilletons hebdomadaires, diffusés sur Radio-Monte-Carlo, Radio-Luxembourg, Radio-Andorre, Radio-Tanger International et Radio-Africa-Maghreb : La Vache qui rit au Paradis des animaux entre 1954 et 1959, et Cric et Crac à travers les âges en 1959 et 1960. En parallèle, la marque Bel demande à Alain Saint-Ogan de réaliser de petits albums qui peuvent être obtenus en collectionnant des bons offerts dans les boîtes de fromage La vache qui rit. Alain Saint-Ogan réalise ainsi en 1956 10 albums brochés de 24 pages chacun pour Le Paradis des animaux et 13 fascicules de 8 pages chacun pour Cric et Crac. Alain Saint-Ogan travaille une dernière fois pour la radio en 1962 pour une série d’émissions dans lesquelles, interviewé par Arlette Peters, il conte ses mémoires,,.

## Alain Saint-Ogan et la Marine Nationale
Alain Saint-Ogan est le dessinateur des insignes de poitrine des 3 hydravions de l'escadrille E6 de l'Aéronavale (Marine Nationale) frappés par la maison Arthus Bertrand à Paris.
Cette unité éphémère, créée le 10 janvier 1939 et dissoute le 15 octobre 1940, était en effet composé de 3 hydravions de reconnaissance et de patrouille Latécoère L523 dénommés : Aldebaran, Algol et Altaïr.

## Autres œuvres et postérité

### Albums
- Zig et Puce, Hachette :
  1. Zig et Puce, 1927.
  2. Zig et Puce millionnaires, 1928, 40 p. (lire en ligne).
  3. Zig, Puce et Alfred, 1929.
  4. Zig et Puce à New-York, 1930, 40 p. (lire en ligne).
  5. Zig et Puce cherchent Dolly, 1931, 40 p. (lire en ligne).
  6. Zig et Puce aux Indes, 1932.
  7. Zig, Puce et Furette, 1933, 40 p. (lire en ligne).
  8. Zig, Puce et la petite princesse, 1934, 40 p. (lire en ligne).
  9. Zig et Puce au XXIe siècle, 1935.
  10. Zig et Puce ministres, 1938.
  11. Zig et Puce et le Professeur Médor, 1941.
  12. Revoilà Zig et Puce, 1947.
  13. Zig et Puce et l'Homme invisible, 1949.
  14. Zig et Puce et le Complot, 1950.
  15. Zig et Puce et le Cirque, 1951.
  16. Zig et Puce en Éthiopie, 1952.
  17. Zig et Puce sur Vénus, Glénat, 2000.
  18. Zig et Puce et Nénette, Glénat, 2001.
- Prosper, Hachette :
  1. 1933 : Les Aventures de Prosper, Paris, Hachette, 1933
  2. 1934 : Prosper et le monstre marin, Paris, Hachette, 1934
  3. 1935 : Prosper et Toutoune, Paris, Hachette, 1935
  4. 1936 : Le mariage de Prosper, Paris, Hachette, 1936
  5. 1937 : M. et Mme Prosper, Paris, Hachette, 1937
  6. 1938 : Mme Prosper, Star, Paris, Hachette, 1935
  7. 1940 : Prosper et les gendarmes, Paris, Hachette, 1940
- Serpentin, Hachette :
  1. 1935 : Serpentin, Paris, Hachette, 1935
  2. 1937 : Serpentin, Mitou et Toti, Paris, Hachette, 1937
- Monsieur Poche, Hachette :
  1. Monsieur Poche, 1936, 32 p. (lire en ligne).
  2. Le Génial M. Poche, 1937.
  3. M. Poche et son chien, 1938, 32 p. (lire en ligne).
  4. M. Poche et le Système D., 1939, 32 p. (lire en ligne).
  5. M. Poche, édition intégrale, Revival, 2018.
- Trac et Boum, Édition sociale française :
  1. Trac et Boum chez les hommes, 1943.
  2. Trac et Boum voyagent, 1944.
  3. Trac, Boum et Fantôminou, 1944
- Au paradis des animaux
albums réalisés pour la marque La vache qui rit, tirés de l'émission radiophonique hebdomadaire La vache qui rit au paradis des animaux d'Alain Saint-Ogan et Arlette Peters diffusée en 1956 sur RMC
Les albums s’obtenaient en échange des bons que l’on trouvait dans les boites de fromage et, chaque semaine, les mêmes textes étaient lus à la radio[15]
10 volumes brochés, couverture souple, de 24 pages chacun, format In-octavo carré, illustrations couleurs dans le texte, éditions Chavane, 1956[18],[19].
- Cric et Crac à travers les siècles
scénario avec René Blanckeman et dessin
albums réalisés pour la marque La vache qui rit, tirés de l'émission radiophonique hebdomadaire éponyme d'Alain Saint-Ogan diffusée en 1956 sur RMC
Les albums s’obtenaient en échange des bons que l’on trouvait dans les boites de fromage
13 fascicules de 8 pages chacun, éditions Chavane, 1956[20].
- La Rayon mystérieux (éd. Jean-Paul Jennequin), CNBDI, coll. « La Bibliothèque du 9e Art », 2000.
- Galoche et Bitumet, Regards, 2010.
- La Voiture qui voyage dans le passé, Regards, 2012.

### Romans
- Le mariage d'Hector Coderlan, Hachette, 1929.
- Les étonnements de Michou (en collaboration avec Jacques Bainville), éditions Calmann-Lévy, 1934.
- Mitou et Toti à travers les âges, Hachette, 1938.
- Caddy-Caddy (en collaboration avec Pierre Humble), Hachette, 1929.
- Le voyageur immobile (en collaboration avec Camille Ducray), Hachette, 1945.
- Sans tambours ni trompettes, Fayard, 1946.

### Postérité
Saint-Ogan fait partie des pères de la bande dessinée, en raison de son utilisation précoce des phylactères.
La série Zig et Puce est reprise, en accord avec Alain Saint-Ogan, par Greg, qui la modernise entre 1963 et 1970, paraissant dans Le Journal de Tintin.
En 1973, il est nommé président d'honneur du Festival international de la bande dessinée de Toulouse.
L'année suivante, il reçoit le même titre pour la première édition du Festival international de la bande dessinée d'Angoulême mais, trop affaibli, il ne peut s'y rendre et meurt quelques semaines plus tard ; néanmoins les récompenses du festival sont nommées jusqu'en 1988 les « Alfred » en référence au pingouin de Zig et Puce  et il est nommé président du festival de 1975, à titre posthume.
Une voie de Torcy, dans le département de Seine-et-Marne, porte en son honneur le nom de villa Alain-Saint-Ogan.

### Accusations de racisme et antisémitisme
Saint-Ogan a dessiné régulièrement pendant les années 1930 pour plusieurs publications d’extrême droite : L’Action française, Le Charivari, Pantagruel et Le Coup de patte où il illustre des articles anti-juif. Il est l'auteur pendant l'occupation de dessins et affiches à la gloire du maréchal Pétain.
Mark McKinney, professeur de littérature française à Miami University (Oxford, Ohio, États-Unis) montre que l’œuvre de Saint-Ogan est parsemée d'antisémitisme (méchant au nom de Baoumblatte, aux stéréotypes juifs classiques : nez crochu, gros, lippu, cigare, cultivant l'entre-soi) et de racismes coloniaux (noirs parlant petit-nègre, cannibales, habillés de pagnes, stupides, mais finissant finalement comme des "bons serviteurs").
McKinney s’étonne du peu de prise en compte de cet aspect dans les études actuelles de l’œuvre, même si 2 pages y sont dédiées dans la thèse de Julien Baudry, l'attribuant potentiellement au "désir d’éviter de ternir un art qu’on tente de légitimer".

### Livre
Je me souviens de Zig et Puce et de quelques autres, Éditions de la Table ronde, 1961 (lire en ligne)
Animation
Saint-Ogan se lance dans le cinéma d’animation en 1935, à une période que le contexte historique ne rend pas véritablement propice à ce type d’expérimentation en raison, justement, de la concurrence très forte des productions Disney diffusées en France.
À cette date, l’animation française peine à décoller véritablement. [...]
L’objectif de Saint-Ogan en 1935 est de transformer le personnage de Prosper l’ours en héros de dessin animé avec le film "Un concours de beauté". Nous avons connaissance des conditions de réalisation de ce film grâce à des articles parus dans la presse spécialisée. Elles montrent toute la complexité de la création d’un court film d’animation dans les années 1930.
"Un concours de beauté" a nécessité de la part de Saint-Ogan une production intensive de dessins originaux.
On saisit bien ici que, du point de vue de la pratique du dessin, la réalisation d’un film implique un rythme de travail très différent de celui d’une bande dessinée périodique.
D’une manière générale, Saint-Ogan déplore les difficultés matérielles et surtout financières qui empêchent le développement du dessin animé en France :
« Mon regret, c’est que le public ne comprend pas que nous nous heurtons à des difficultés matérielles. On lui donne de beaux dessins américains, il applaudit et dit « ce n’est pas en France qu’on produirait cela ! ». Il ne se dit pas que les fonds manquent ou plutôt l’organisation. »
Comme beaucoup de ses collègues français, Saint-Ogan est victime du contexte de la concurrence de Walt Disney puisqu’en 1935 sort [en France] le court-métrage "Les Trois petits cochons".
Il décrit ensuite ironiquement la « concurrence » qu’il représente face au géant américain :
« Les Américains louaient des bandes déjà amorties à des prix variant de 3 000 à 4 000 francs par semaine. Nous allions offrir, nous, un dessin animé sans doute techniquement moins bon que les leurs, mais 100 % français. Les directeurs de salles étaient unanimes d’ailleurs à déclarer que notre Concours de beauté serait un succès de curiosité. Georges Reding [le producteur] décrocha une exclusivité au cinéma du Palais Berlitz. Si peu dangereux que nous fussions, la firme américaine [les studios Walt Disney], déjà réagissait.
Trois mille francs par semaine, demandâmes-nous.
Mickey fut alors cédé pour deux mille cinq cents.
Deux mille francs, Prosper.
Mickey passa à mille francs.
Bon ! Cinq cents francs par semaine.
Finalement Prosper tint, à ce prix, un mois sur les grands boulevards ».

### Autres
Jean Vertex : Les carrefours du Haut-mérite. La Médaille militaire. Édition du Centenaire. Préface de M. le Docteur G. Remy-Neris. Illustration Alain Saint-Ogan.

### Adaptations théâtrales
Plusieurs de ces œuvres ont été adaptées au théâtre à l'attention des enfants. Ces pièces mêlent théâtre chants et danses, avec pour certaines la participation de clowns et spectacles animaliers. Elles sont jouées par le Théâtre du Petit-Monde, une troupe composée principalement d'enfants , créé par Pierre Humble.
- 1927 : Zig et Puce, comédie en 5 actes par Thérèse Lenôtre, Théâtre du Petit-Monde au Théâtre de la Madeleine
- 1929 : Zig et Puce et le serpent de mer, comédie en 4 actes par Thérèse Lenôtre, Théâtre du Petit-Monde aux Folies-Wagram
- 1934 : Zig et Puce policiers, comédie en 6 tableaux par Thérèse Lenôtre, Théâtre du Petit-Monde au Théâtre de la Madeleine
- 1935 : Prosper l'Ours, par Thérèse Lenôtre et Adhémar de Montgon, Théâtre du Petit-Monde au Théâtre Sarah-Bernhardt[24]
- 1936 : Zig et Puce, comédie en 4 actes par Thérèse Lenôtre, Théâtre du Petit-Monde au Théâtre Sarah-Bernhardt
- 1950 : Zig et Puce en Angleterre, comédie en 3 actes par Thérèse Lenôtre, Théâtre du Petit-Monde au Théâtre de la Gaîté-Lyrique et en 1951 au Théâtre de l'Ambigu

### Documentation
- Julien Baudry, La bande dessinée entre dessin de presse et culture enfantine : relecture de l'oeuvre d'Alain Saint-Ogan (1895-1974), Paris, Université Paris Diderot-Paris 7, 2014, 516 p. (lire en ligne)
- Édouard François (dir.), Zig et Puce au XXIe siècle. Hommage à Alain Saint-Ogan, Hachette, 1974.
- Thierry Groensteen et Harry Morgan (dir.), L'Art d'Alain Saint-Ogan, Actes Sud, coll. « Éditions de l'An 2 », 2007.
- Éric Leguèbe, Alain Saint-Ogan, dessinateur de presse : dessins d'Alain Saint-Ogan pour Le Parisien libéré, SERG, 1974, 48 p. (lire en ligne)
- Julien Baudry, « Alain Saint-Ogan, dessinateur de presse », Les Cahiers de la bande dessinée, no 6,‎ janvier-mars 2019, p. 160-165.
- Vincent Bernière, « Alain Saint-Ogan : Zig et Puce », Beaux-Arts Magazine, hors série : Les secrets des chefs-d'œuvre de la BD d'humour,‎ 2015, p. 6-15.
- Thierry Groensteen, « Hergé débiteur de Saint-Ogan », Neuvième Art, no 1,‎ janvier 1996, p. 9-17.
- Henri Filippini, « Je me souviens... d'Alain Saint-Ogan », dBD, no 3,‎ juin 2006, p. 92-93.
- « Dossier Alain Saint-Organ », sur neuviemeart.citebd.org - revue numérique, Cité internationale de la bande dessinée et de l'image.